# 전중균
전중균(1955년~)은 대한민국의 식품공학 학자이자, 생명공학자이다. 해양생태화학과 해양동물학 등에 관한 풍부한 연구 실적으로, 학계에 공헌했으며, 이를 인정받아 권위적인 인명 사전 중 하나인 마르퀴즈 후즈 후에 등재되어 있다.

## 약력
- 1985년 12월~1989년 12월 한국과학기술연구원 해양연구소 책임연구원
- 1990년 1월~1996년 2월 한국해양연구소 해양생물공학연구그룹 책임연구원
- 1996년 3월 국립강릉원주대학교 생명과학대학 교수
- 2017년 8월 국립강릉원주대학교 중앙도서관 관장

## 학력
- 1973년~1980년 부산수산대학교 식품공학과 공학사
- 1980년~1982년 부산수산대학교 대학원 식품공학과 공학석사
- 1982년~1986년 일본 도쿄 대학 수산생물화학 농학박사

## 주요 저작
- 최신 어류생리학 (공저, 진솔서적, 2004)
- 해양생물의 화학적 신호 (공저, 전파과학사, 1995)
- 호수의 독성남조류 (공저, 동화기술, 1999)
- 알기 쉬운 해양심층수 (공저, 과학기술, 2001)

## 참고 자료
- 국립강릉원주대학교 생명과학대학 해양생물공학과 전중균교수 보관됨 2020-08-14 - 웨이백 머신

## 같이 보기
- 한국과학기술연구원
- 국립강릉원주대학교